# Parafia Pana Jezusa Dobrego Pasterza w Rudach-Rysiach
Parafia Pana Jezusa Dobrego Pasterza w Rudach-Rysiach – parafia rzymskokatolicka z siedzibą w Rudach-Rysiach znajdująca się w diecezji tarnowskiej, w dekanacie Szczepanów. Erygowana 19 września 1938 roku przez bp. Franciszka Lisowskiego.
Kościół parafialny pw. Matki Bożej Śnieżnej został zbudowany w latach 1968–1976 według projektu arch. Tadeusza Gawłowskiego. Jego konsekracji dokonał bp Jerzy Ablewicz 19 września 1976 roku.